# Медеу (село)
Медеу (каз. Медеу) — село в Абайском районе Абайской области Казахстана. Административный центр и единственный населённый пункт Медеуского сельского округа. Код КАТО — 633245100.

## Население
В 1999 году население села составляло 681 человек (362 мужчины и 319 женщин). По данным переписи 2009 года, в селе проживали 494 человека (258 мужчин и 236 женщин).